# U.S. Route 16
Pour les articles homonymes, voir Route 16.
La U.S. Route 16 (US 16) est une US Route ouest–est entre le Parc national de Yellowstone au Wyoming et Rapid City, Dakota du Sud. Son terminus ouest se trouve à la jonction avec la US 14 et la US 20 à l'entrée est du Parc national de Yellowstone alors que son terminus est est à une jonction avec l'I-90 / US 14 à Rapid City. La US 16 se rendait autrefois jusqu'au Michigan mais son tracé a été réduit et remplacé par l'I-90 et l'I-96.

## Description du tracé
|       | mi  | km  |
| ----- | --- | --- |
| WY    | 471 | 758 |
| SD    | 68  | 109 |
| Total | 540 | 870 |

### Wyoming

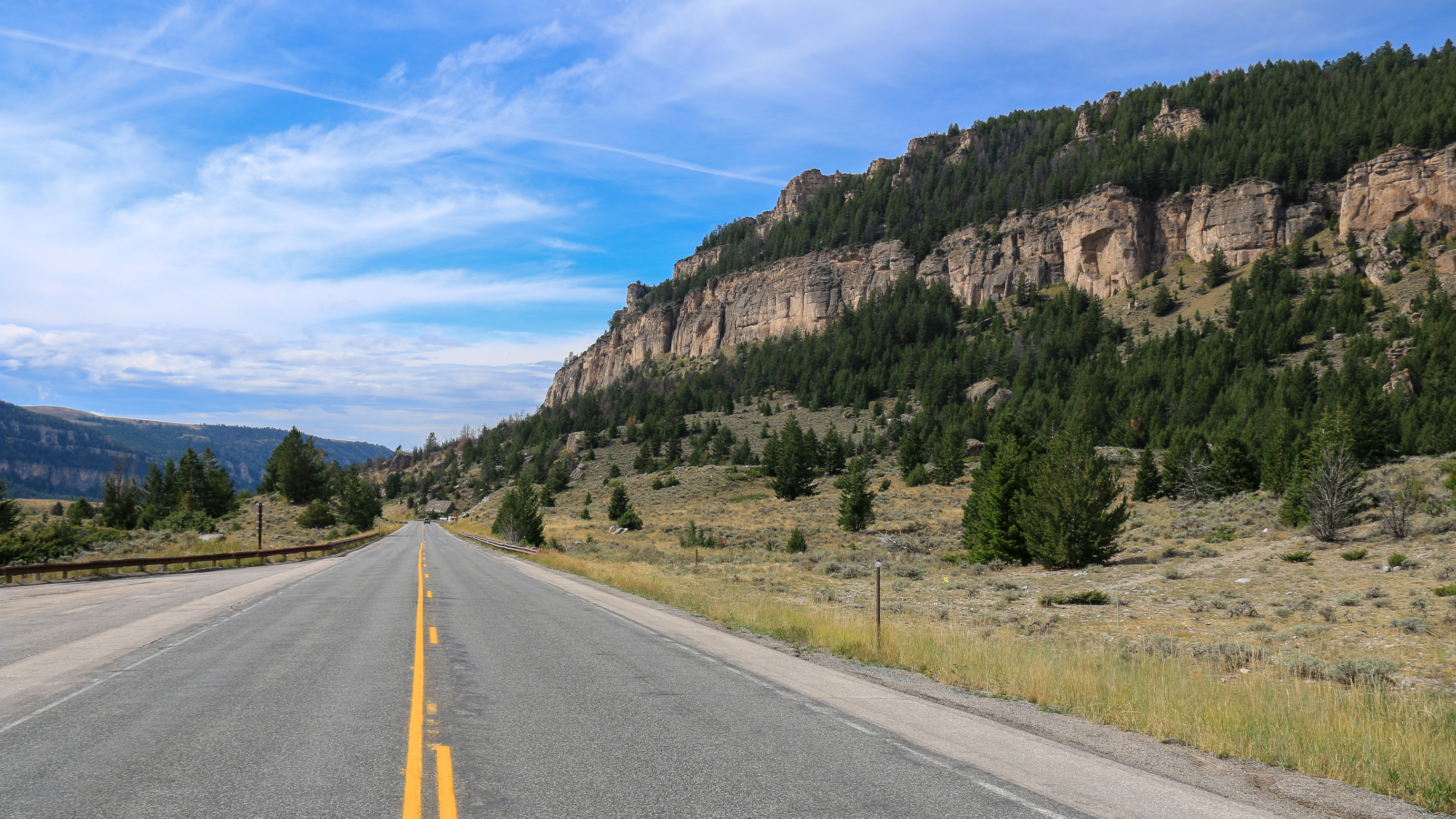
LA US 16 dans le Tensleep Canyon, Monts Big Horn, Wyoming

La US 16 débute à l'entrée est du Parc national de Yellowstone, partageant son terminus ouest avec celui de la US 14 et du segment est de la US 20. Depuis le parc, les trois routes forment un multiplex jusqu'à Cody et Greybull. À Greybull, la US 14 se sépare vers l'est alors que la US 16 / US 20 se dirige vers le sud en direction de Basin et Worland. À Worland, la US 16 se sépare de la US 20 et se dirige vers l'est en passant par Powder River Pass vers Buffalo. Après avoir passé Buffalo, la US 16 bifurque vers le nord en direction de Ucross, croisant à nouveau la US 14, avant de bifurquer à nouveau vers le sud pour rejoindre Gillette. La US 16 se dirige alors vers l'est en multiplex avec l'I-90 entre Gillette et Moorcroft avant de tourner vers le sud-est pour atteindre les villes d'Upton et de Newcastle. La route se dirige alors vers l'est en direction du Dakota du Sud. Sur la majeure partie de son trajet dans l'état, la US 16 est une route à deux voies.

### Dakota du Sud
La US 16 est également appelée Mount Rushmore Road dans l'ouest du Dakota du Sud. Depuis la frontière, la route passe près de Jewel Cave, la troisième plus longue grotte du monde. La route passe par la ville de Custer et forme un multiplex avec la US 385. À l'est de Hill City, les routes se séparent. La US 16 devient une route à quatre voies séparées par près d'un demi-mile (0,80 km) à certains endroits, dont l'ancienne ville minière de Rockerville, laquelle est entièrement située entre les deux chaussées. À Rapid City, une voie de contournement pour le trafic lourd permet d'éviter le centre de la ville, là où la US 16 se continue. La US 16 forme un multiplex avec l'I-190 et se termine à la jonction avec l'I-90 / US 14, au nord de la ville.

## Intersections majeures
Wyoming
 US 14 / US 20 à l'entrée est du Parc national de Yellowstone. La US 14 / US 16 forme un multiplex jusqu'à Greybull. La US 16 / US 20 forme un multiplex jusqu'à Worland.
 US 14A à Cody
 US 310 à l'ouest de Greybull
 I-25 / US 87 à Buffalo
 I-90 à Buffalo
 US 14 à Ucross. Les routes forment un multiplex jusqu'à Moorcroft.
 I-90 à Gillette. Les routes forment un multiplex jusqu'à Moorcroft.
 US 85 à Newcastle
Dakota du Sud
 US 385 à Custer. Les routes forment un multiplex jusqu'à Three Forks.
 US 16A à Custer
 US 16A au nord de Keystone
 I-190 à Rapid City. Les routes forment un multiplex jusqu'au terminus ouest de la US 16, à la jonction avec l'I-90 / US 14.
 I-90 / US 14 au nord de Rapid City

## Routes auxiliaires
- US 16A, route alternative à la US 16, passant dans le Parc d'état de Custer. C'est la route d'accès au Mont Rushmore et elle est très sinueuse.